# Теорія r/K-добору
Теорія r / K‑відбору — екологічна теорія, яка описує дві різні природні стратегії розмноження живих організмів (які при певних обставинах забезпечують оптимальну чисельність для даного виду). Теорія була розроблена в 1967 році двома американськими екологами — Робертом МакАртуром та Едвардом Вілсоном.

## Загальні уявлення
Згідно з теорією, природний відбір у процесі еволюції відбувається за одним з двох можливих сценаріїв, або стратегій. Ці стратегії, названі r і K, математично взаємопов'язані рівнянням популяційної динаміки Ферхюльста (логістичним рівнянням):
{\displaystyle {\frac {dN}{dt}}=rN\left(1-{\frac {N}{K}}\right)\qquad \!}
Де r — швидкість росту чисельності популяції (N), а K — переносимий обсяг, або максимальна щільність популяції. Простіше кажучи, організми, які дотримуються r‑стратегії (так звані «опортуністичні»), прагнуть до максимально можливої швидкості росту чисельності (параметр r). Потомство таких видів з великою часткою ймовірності не доживає до зрілого віку. Організми, які дотримуються K‑стратегії («рівноважні»), навпаки, перебувають в стані рівноваги зі своїми ресурсами і народжують відносно мало, проте прагнуть вкласти в потомство якомога більше.

## r / K‑відбір і стійкість до впливів зовнішнього середовища
У нестабільному або непередбачуваному середовищі переважає r‑стратегія, так як в цьому випадку ключову роль відіграє здатність до швидкого розмноження, а адаптаційні механізми, що дозволяють конкурувати з іншими організмами, зважаючи на швидкі зміни обставин не настільки важливі. Характерними рисами r‑стратегії є висока плодючість, невеликі розміри, відносно короткий час життя покоління і здатність до швидкого і широкого розповсюдження. Серед організмів, які обрали r‑стратегію, зустрічаються бактерії та діатомові водорості, комахи та сміттєві рослини, а також головоногі і деякі ссавці (особливо дрібні гризуни).
Якщо довкілля більш‐менш постійне, то в біоценозах переважають організми з K‑стратегією, тому що в цьому випадку на перше місце виходить здатність успішно конкурувати з іншими організмами в умовах обмежених ресурсів. Популяція K‑стратегів, як правило, постійна і близька до максимально можливої за даних умов. Характерними рисами K‑стратегії є великі розміри, відносно довга тривалість життя і малий розмір потомства, на виховання якого відводиться значна частина часу. Типовими K‑стратегами є великі тварини — слони, бегемоти, кити, а також людиноподібні мавпи та люди.
Порівняльний аналіз обох стратегій представлений у таблиці:
| Характеристика                               | r‑стратегія | K‑стратегія |
| -------------------------------------------- | --- | --- |
| Чисельність популяції                        | Дуже мінлива, може бути більше K                                                                                         | Зазвичай близька до K |
| Оптимальний тип місцеперебування або клімату | Мінливий і (або) непередбачуваний                                                                                        | Більш‐менш постійний, передбачуваний                                                                                            |
| Смертність                                   | Зазвичай катастрофічна                                                                                                   | Невелика |
| Розмір популяції                             | Мінливий в часі, нерівноважний                                                                                           | Відносно постійний, рівноважний                                                                                                 |
| Конкуренція                                  | Часто слабка | Зазвичай гостра |
| Онтогенетичні особливості                    | Швидкий розвиток, раннє розмноження Невеликі розміри Одноразове розмноження Багато нащадків Коротке життя (менше 1 року) | Відносно повільний розвиток Пізніше розмноження Великі розміри Багаторазове розмноження Мало нащадків Довге життя (понад 1 рік) |
| Здатність до розселення                      | Швидке і широке розселення                                                                                               | Повільне розселення |

## r⁠–⁠K як безперервний спектр
Незважаючи на те, що частина організмів є виключно r‑ або K‑стратегами, більшість все ж мають середні характеристики між цими двома крайніми протилежностями. Наприклад, у дерев спостерігаються такі властиві K‑стратегії риси, як довголіття і велика конкурентоспроможність. Проте в процесі регенерації вони виробляють тисячі плодів і поширюють їх у великому діапазоні, що притаманне r‑стратегам.

## Екологічна сукцесія
У регіонах, де відбуваються великі екологічні катаклізми, такі як наприклад у зонах виверження вулкана на о. Кракатау в Індонезії або на горі Сент‐Хеленс в штаті Вашингтон, США, r‑ і K‑стратегії відіграють дуже важливу роль в екологічній сукцесії (або послідовності), яка відновлює баланс екосистеми. Як правило, основну роль тут відіграють r‑організми завдяки своїй високій репродуктивності та екологічному опортунізму. Внаслідок такої стратегії флора та фауна швидко збільшують свій потенціал, і в міру відновлення рівноваги з довкіллям (в екології — клімаксне угруповання), послідовники K‑стратегії поступово виходять на перший план.